# Earl Warren
Earl Warren (Los Ángeles, 19 de marzo de 1891-Washington D. C., 9 de julio de 1974) fue un jurista y político estadounidense. Entre 1943 y 1953, fue gobernador de California y candidato a la vicepresidencia de los Estados Unidos en 1948. Fue el 14°. Presidente de la Corte Suprema de los Estados Unidos, desde el 5 de octubre de 1953 hasta el 23 de junio de 1969 en el período presidencial de Dwight D. Eisenhower. En 1964 fue presidente de la comisión encargada de investigar el asesinato de John Fitzgerald Kennedy, la llamada Comisión Warren. Generalmente se lo considera uno de los jueces y líderes políticos más influyentes de la Corte Suprema en la historia de los Estados Unidos.

## Biografía
Es conocido por sus esfuerzos en favor de los campos de concentración para japoneses en los Estados Unidos durante la Segunda Guerra Mundial como también por las decisiones de la corte Warren, que terminó con la segregación en las escuelas y transformó numerosos aspectos de la legislación norteamericana, especialmente en lo que respecta a los derechos de los acusados, terminó con las plegarias en las escuelas públicas, y exigió la adopción de reglas de proporcionalidad electoral del tipo "un hombre, un voto". Hizo de la Corte un centro de poder más equilibrado frente al Congreso y a la Presidencia, especialmente a través de cuatro sentencias en casos paradigmáticos: Brown v. Board of Education (1954), Gideon v. Wainwright (1963), Reynolds v. Sims (1964), Miranda v. Arizona (1966) y Loving v. Virginia (1967).
Con todas estas medidas, la corte Warren estaba sentando un precedente, al cambiar la forma de entender e interpretar la Constitución estadounidense. Hasta entonces, la Corte Suprema siempre había considerado que su deber de velar por la Constitución consistía exclusivamente en mantener la sacrosanta separación de poderes, evitando que el poder ejecutivo, principalmente, se excediera en sus funciones. Esta postura, en muchos casos, supuso impedir la aprobación de legislación de corte social, tal y como sucedió durante el New Deal de Franklin Roosevelt, por entender que escapaba de la competencia de la presidencia. Pero, tras el mandato de Warren, la Corte pasó a leer la Constitución y la Carta de Derechos que la acompaña no como un mero reglamento destinado a proteger la separación de poderes y limitar la autoridad federal, sino como la garantía de los derechos y libertades de los ciudadanos estadounidenses. Esta interpretación continúa siendo mayoritaria el día de hoy.
Warren, junto con Jerry Brown, fueron los únicos gobernadores de California elegidos por tres períodos. Antes de desempeñarse como gobernador, fue fiscal de distrito por Alameda County, California, y procurador general de ese estado.
Junto con el período de John Marshall, el periodo de Warren como presidente de la Corte de Justicia a menudo es considerado como uno de los momentos de mayor poder de la rama judicial en Estados Unidos.